# بيت الشامي (بني مطر)

تعديل مصدري - تعديل

بيت الشامي هي إحدى قرى عزلة بقلان بمديرية بني مطر التابعة لمحافظة صنعاء، بلغ تعداد سكانها 679 نسمة حسب تعداد اليمن لعام 2004.